# Caribert Ier
Pour les articles homonymes, voir Caribert.
Caribert Ier (v. 521 - près de Bordeaux, 567) fut roi de Paris de 561 à 567. Il est le fils de Clotaire Ier et de sa première épouse Ingonde.
Il est nommé Charibert par Grégoire de Tours. Son nom signifie « Brillant dans l'armée » : hari (troupe, bande armée) et bert (brillant, bonheur) en vieux francique.

## Biographie

### Le conflit pour la succession: l'expédition contre Chramn (558)
En 558, Caribert et Gontran furent envoyés par Clotaire pour reprendre le Limousin à leur frère Chramn, qui s’en était emparé. Leurs armées se firent face au pied de la montagne Noire où ils incitèrent Chramn à rendre les terres appartenant à leur père. Il refusa et une tempête empêcha la bataille. Chramn en profita pour duper ses frères en envoyant un messager les informant de la mort de Clotaire, qui se battait contre les Saxons. Caribert et Gontran se rendirent aussitôt en Burgondie.
Clotaire Ier avait réunifié le royaume franc de Clovis Ier avec peine mais n'avait pas partagé le royaume avant sa mort.

### Le second partage duregnum francorum(561)

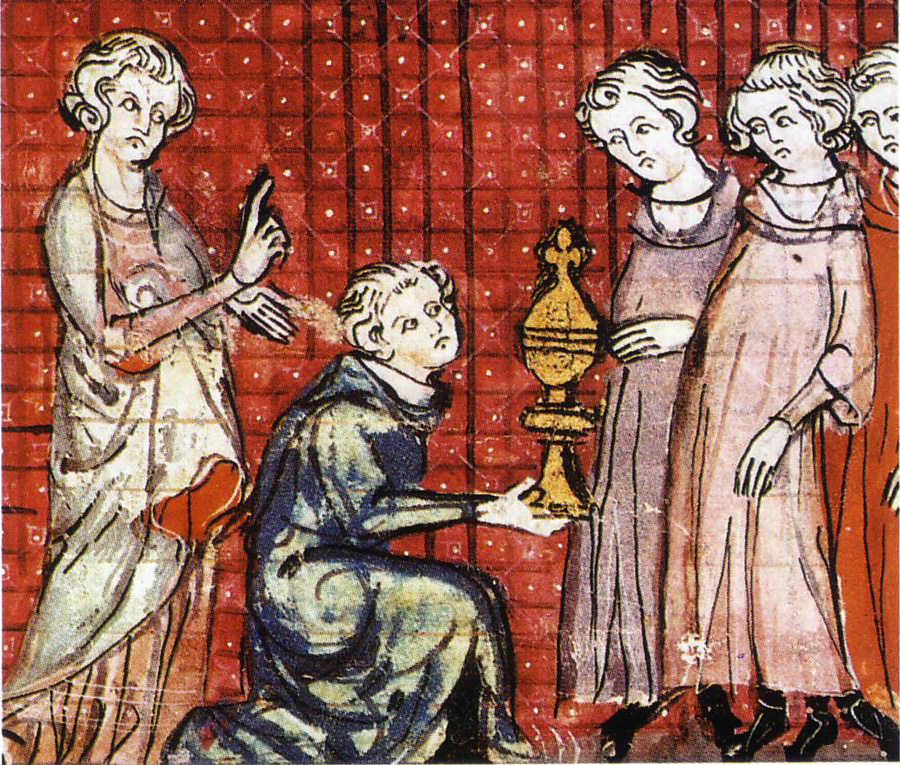
Partage du royaume à la mort de Clotaire. Grandes Chroniques de France, XIVe siècle, Castres, musée Goya.

À la mort de leur père en 561, les fils de Clotaire allèrent enterrer leur père à Soissons dans la basilique qu'il avait commencé à faire construire sur le tombeau de saint-Médard. Chilpéric, demi-frère de Caribert, en profita pour prendre possession du château de leur oncle Childebert avec la portion du royaume qui allait avec. Caribert se ligua avec ses frères Gontran et Sigebert pour forcer Chilpéric à repartager le royaume qui fut de nouveau divisé en quatre. Le sort attribua à Caribert le royaume de Paris. Les rapports de forces déterminèrent en réalité les attributions, la mise à l'écart des plus faibles faisait partie des usages de la succession royale franque et il se peut que les trois fils d'Ingonde éprouvèrent de la défiance envers leur demi-frère. De plus, dans la tradition germanique, le mode de succession des rois sur le trône, la tanistry (nom celtique désignant la succession par le cadet et non par le fils), se faisait entre frères, de l'aîné au benjamin, puis aux oncles et aux neveux.

Le royaume des Francs en 561 après sa division en sous-royaumes.

Caribert reçut l'ancien royaume de Childebert Ier, situé entre la Somme et les Pyrénées, ayant Paris pour capitale et comprenant le bassin parisien, l'Aquitaine et la Provence. Cet état séparé était la portion du royaume des Francs la plus riche en fisc (terre, forêt ou mine appartenant à la couronne) et la plus homogène et la plus facile à défendre.
- Caribert Ier reçut le royaume de Paris et l'Aquitaine ;
- La Neustrie (ancien royaume de Soissons) échut à Chilpéric Ier ;
- L'Austrasie (royaume de Reims devenu royaume de Metz avec le déplacement de la capitale) à Sigebert Ier ;
- Le royaume d'Orléans (Burgondie) à Gontran.

En recevant le royaume de Childebert, il devint le gardien du tombeau de Clovis. Son royaume fut cependant menacé par des autonomistes dans les possessions méridionales, notamment en Aquitaine. Parmi les fidèles de sa cour, apparaissait le jeune Gondovald, prétendument fils de Clotaire et donc frère putatif de Caribert. En matière fiscale, il voulut imposer la ville de Tours, qui depuis le règne de Clotaire ne payait plus par hommage à saint Martin, en tentant de reconstituer les registres de l'impôt qui avaient été brûlés. Mais l'évêque Eufronius obtint de lui une nouvelle suppression d'impôt.
À la suite du mariage de Sigebert et de Brunehilde, il invita le poète Venance Fortunat pour qu'il rédige un éloge panégyrique. Fortunat loua sa culture en lettre et en droit. Il célébra en Caribert le plus grand des rois francs, le seul véritable héritier de son oncle Childebert Ier autant par ses qualités que par son royaume, en appelant au témoignage d'Ultrogothe, veuve de Childebert, que Caribert avait honorée. Fortunat rappelait qu'il était l'aîné de ses frères et qu'en lui seul renaissait l'intelligence politique de leur père qui d'ailleurs, le considérait comme son fils préféré. En outre, il regorgeait de vertus impériales et chrétiennes : aussi bon que Trajan, aussi juste que Salomon, aussi clément que David. Il célébra son caractère pacifique en argumentant sur la prospérité engendrée par son règne : « Vos devanciers ont agrandi la patrie par les armes, mais en versant le sang ; vous, en régnant sans infliger la défaite, vous conquérez davantage. ». De plus, il affirma que Caribert parlait mieux latin que bien des Romains et célébra sa beauté, reflet de sa bonté.

### Les déboires matrimoniaux: le problème de la succession

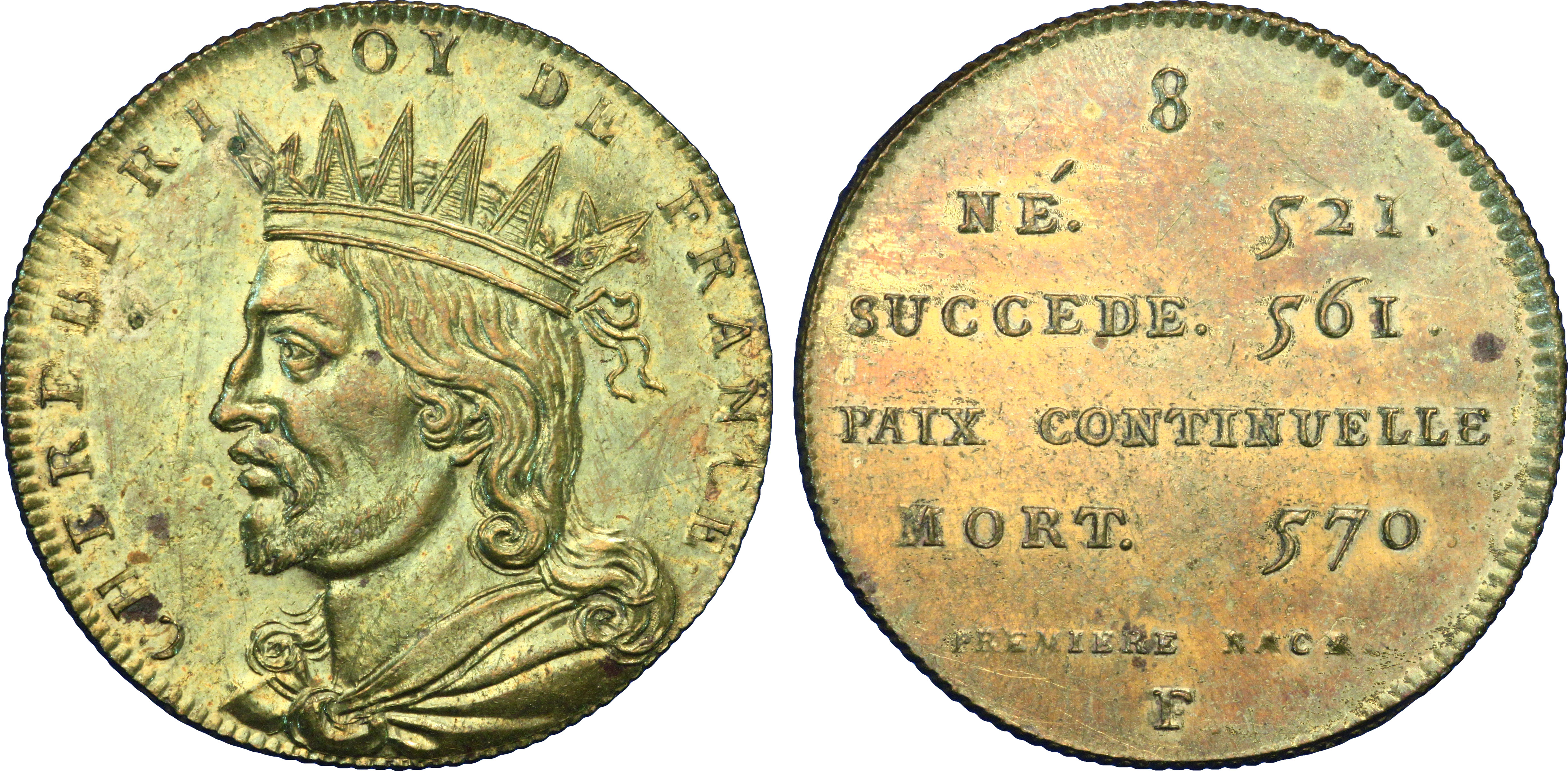
Buste imaginaire de Caribert Ier.

Il pratiqua la « monogamie sérielle», mélange de mariage et de concubinage. Il épousa Ingeberge, femme probablement de sang royal[réf. nécessaire], dont il eut quatre enfants[réf. nécessaire]. Un d'eux mourut en bas âge, les trois autres furent des filles devenues religieuses. Excédée par la débauche de son mari qui posséda plusieurs maîtresses, et peut-être pour l'assagir, Ingeberge fit introduire à la cour un artisan de lainerie pour l'atelier royal, père de deux de ses maîtresses. Il la délaissa pour épouser les deux filles de l'artisan : Méroflède et Marcowefa. Il épousa d'abord Méroflède. Avant sa mort, Clotaire Ier avait désigné un clerc courtisan nommé Emery (Emeritus) à l'évêché de Saintes. Cette nomination étant contraire au droit canon, il craignit que l'archevêque de Bordeaux ne donnât pas son approbation. Aussi, il autorisa Emery à se faire ordonner par l'évêque de son choix, ce que fit Emery. Après la mort de Clotaire Ier, Caribert dut faire accepter à l'évêque de Bordeaux le principe des nominations royales sur les sièges épiscopaux. Mais Léonce, l'archevêque de Bordeaux, convoqua un synode à Saintes pour traiter l'affaire. Un vote des prélats déclara illicite la nomination et le sacre, un prêtre bordelais nommé Héraclius fut élu à la place d'Emery. Léonce envoya un prêtre nommé Noncupat (Nuncupatus) informer Caribert des résultats du synode. La nouvelle déplut au roi et le prêtre fut jeté sur un chariot d'épines avant d'être expulsé. Méroflède mourut, il épousa alors Marcowefa. En choisissant la moniale Marcowefa comme femme, il choisit d'épouser une proche parente d'une précédente épouse, ce qui était considéré comme un inceste par le droit canon. Une épidémie se mit à ravager les Gaules, dont le royaume de Paris, ce qui fut perçu comme une punition d'une faute en matière matrimoniale. Les évêques demandèrent aux fidèles de reporter les mariages pour obtenir la fin de l'épidémie. Depuis de nombreuses années, les évêques réclamaient la tenue d'un concile, Caribert en donna l'autorisation. Il s'agissait du concile de Tours, tenu le 18 novembre 567. Venus de tout le royaume, les prélats émirent deux canons. Le premier rappelait que les lois romaines et le droit ecclésiastique interdisaient à une moniale de se marier, les évêques ajoutèrent que Caribert avait récemment émis une loi renforçant cette disposition. Le second évoquait la question de l'inceste, résumé par les textes des conciles gaulois qui interdisaient à un homme d'épouser sa belle-sœur. Dans les deux dispositions du concile, la peine prescrite pour le contrevenant était l'excommunication. Dans l'assemblée se trouvait Prétextat de Rouen qui condamna le roi de Paris pour les faits qui lui furent reprochés. Caribert fut excommunié par l'évêque Germain de Paris, pour inceste et sacrilège. Caribert abandonna ses épouses face à l'hostilité du clergé. Il épousa lors d'un quatrième mariage une religieuse nommée Théodechilde.

Le royaume des Francs en 567 après la division du royaume de Paris.

Sa vie conjugale doit être perçue comme la nécessité pour le souverain d'engendrer une descendance masculine. Caribert était déjà âgé et se devait d'avoir un héritier qui lui succéderait sur le trône tandis que ses cadets, Gontran et Chilpéric, en étaient déjà pourvus. De plus, il avait besoin de l'appui de fidèles qui pouvaient l'abandonner si son royaume disparaissait avec lui.
En 566, il nomma son neveu par alliance Bertrand évêque de Bordeaux[réf. nécessaire] et maria sa fille Berthe au roi Aethelberth de Kent, le plus méridional des États anglo-saxons,.
Il meurt le 5 mars 567, âgé de moins de 50 ans, près de Bordeaux, alors qu'il visitait ses possessions méridionales. À sa mort, malgré quatre épouses, il ne laissa que des filles. Ses trois frères se disputèrent âprement son héritage. Un partage de son royaume se fit en 568 où Paris fut maintenu dans l'indivision. Les revenus fiscaux de la ville furent partagés en trois et chaque roi jura de ne pas entrer dans la ville sans le consentement des deux autres. Senlis fut également indivisée.

## Épouses et enfants
- Ingeberge (519-589) répudiée, dont il a eu :
  - Berthe (?-612) épouse le roi Æthelbert de Kent ;

- Méroflède, fille d'un cardeur de laine du palais royal, selon Grégoire de Tours, elle fut la servante de la première épouse. Elle est la sœur de Marcowefa la 3e épouse :
  - Bertheflède, religieuse à Tours puis au Mans ;

- Marcowefa (?-567), sœur de Méroflède, la deuxième épouse ;

- en 566, Théodechilde, religieuse, fille d'un berger, elle donna à Caribert un fils mort jeune qui n'aurait pas régné. Veuve, elle tenta de sauver le royaume de Paris en prenant le contrôle du trésor royal puis s'offrit au roi Gontran qui l'enferma dans un couvent dans la région d'Arles. Elle tenta de s'en évader avec l'aide d'un Goth avec qui elle comptait fuir en Espagne. D'elle, il eut :
  - Clothilde la Superbe (ou Chrodielde), nonne à l'abbaye Sainte-Croix de Poitiers et meneuse de la révolte des nonnes de l'abbaye vers 589-590[33].

## Représentations dans les arts

### Télévision
- 1991 : L'Enfant des loups, téléfilm franco-espagnol de Philippe Monnier, avec Frank Desmaroux dans le rôle de Caribert.

## Notes et références

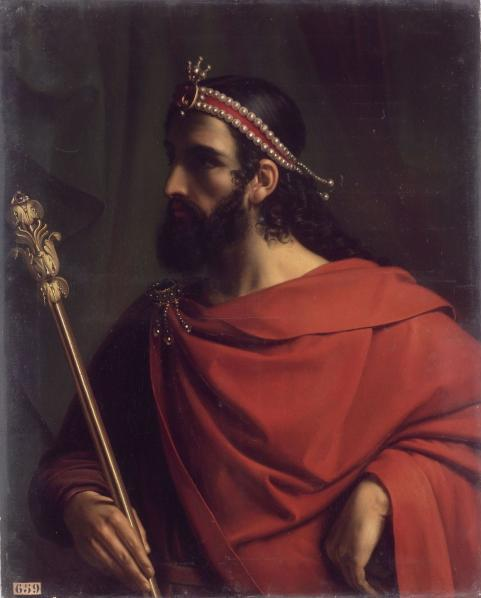
Caribert par Jean-Joseph Dassy
(vue d'artiste, XIXe siècle).